# Планета-НУХТ (Київ)
Футзальний клуб «Планета-НУХТ» або просто «Планета-НУХТ» — професіональний український футзальний клуб з Києва. У сезонах 2007/08 та 2008/09 років виступав в Екстра-лізі.

## Хронологія назв
- 2005: «Планета» (Київ)
- 2006: «Планета-Міст» (Київ)
- 2009: «Планета-НУХТ» (Київ)
- 2011: Клуб розформовано

## Історія
Футзальний клуб «Планета-НУХТ» було засновано 2005 року в Києві будівельною фірмою «Планета-Міст». У сезоні 2005/06 років клуб дебютував на професіональному рівні виступами в Першій лізі. У підсумковій таблиці західної групи посів друге місце, а в фінальному турнірі став переможцем. у наступному сезоні 2006/07 років змінив назву на «Планета-Міст» й фінішував на 3-у місці в західній групі, а в фінальній частині турніру виборов титул віце-чемпіона. У сезоні 2007/08 років дебютував у Вищій лізі, де посів 12-е місце. Сезон 2008/09 років завершив на 7-й позиції. Однак у сезоні 2009/10 років через фінансові труднощі не виступав на найвищому рівні. Після встановлення співпраці з НУХТ (Національним університетом харчових технологій) під назвою «Планета-НУХТ», змагався у Першій лізі. Сезон 2009/10 років посів 5-е місце в групі А Першої ліги. По завершенні сезону 2010/11 років, в якому кияни посіли 7-е місце, клуб знявся з усіх турнірів та був розформований.

## Клубні кольори
| Жовтий | Синій |

Зазвичай у домашніх матчах виступав у формі жовтого кольору.

## Досягнення
- Екстра-ліга
  - 7-е місце (1): 2008/09

- Перша ліга
  -  Чемпіон (1): 2005/06
  -  Срібний призер (1): 2006/07

## Стадіон
Домашні поєдинки проводив у залі Спортивного комплексу НУХТ, який вміщує 500 сидячих місць.

## Спонсори
- «Планета-Міст»

## Відомі тренери
- Анатолій Осадчий (2005–200?)
- Валерій Водян (2008–2009)